# Anders Granell
Anders Granell, född 25 maj 1949 i Åbo, Finland, är en svensk skådespelare. Granell utexaminerades från vid Statens scenskola i Malmö.Statens scenskola i Malmö 1974. 
Han är son till skådespelarna Edvin Granell och Lisa Bergström.

## Filmografi
- 1978 – Bomsalva
- 1995 – Rena rama Rolf (TV-serie)
- 1996 – Polisen och pyromanen (TV-serie)
- 1997 – Jag är din krigare
- 1997 – Rika barn leka bäst
- 1998 – Vita lögner (TV-serie)
- 2001 – Kommissarie Winter (TV-serie)
- 2001 – Sjätte dagen (TV-serie)
- 2003 – De drabbade (TV-serie)
- 2003 – Volley
- 2004 – Dom fyra sista siffrorna
- 2004 – Orka! Orka! (TV-serie)
- 2005 – En decemberdröm (TV-serie)
- 2005 – Saltön (TV-serie)
- 2008 – Finns det ett helvete kommer jag att brinna där
- 2012 – En sista gång
- 2012 – Johan Falk: Spelets regler
- 2012 – Johan Falk: Alla råns moder
- 2012 – Johan Falk: Kodnamn Lisa
- 2012 – Yard of the Kings

## Teater

### Roller (ej komplett)
| År   | Roll | Produktion                                         | Regi            | Teater       |
| ---- | ---- | -------------------------------------------------- | --------------- | ------------ |
| 1997 |      | Europa David Greig                                 | Joachim Siegård | Folkteatern  |
| 1997 |      | La Barracca Lars-Eric Brossner och Kjell Sundstedt | Eva Gröndahl    | Folkteatern  |
| 1998 |      | Krymplingen på Inishmaan Martin McDonagh           | Margita Ahlin   | Folkteatern  |
| 2000 |      | Fågelöversten Hristo Boytchev                      | Johan Holmberg  | Teater Bhopa |